# Onychogomphus cazuma
La libélula del Cazuma (Onychogomphus cazuma) es un odonato anisóptero de la familia Gomphidae.

## Distribución
Es la única libélula endémica de la península, y vive en el este de España, en las provincias de Valencia, Cuenca, Albacete y Murcia.

## Hábitat
Vive en manantiales, arroyos y cursos altos de pequeños ríos calizos mediterráneos, a una altitud de 100-650 m.

## Descripción
Los imagos de Onychogomphus cazuma son libélulas amarillas y negras, con ojos azules, que miden aprox. 45 mm de longitud total y  54 mm de envergadura alar. Al igual que el resto de Onychogomphus, los machos son fácilmente reconocibles por la forma de pinzas que tienen sus apéndices anales. El apéndice inferior del macho y la escama vulvar de la hembra, son los caracteres diagnósticos que permiten diferenciar a esta especie de las restantes del género. Además, se distinguen por presentar la siguiente combinación de caracteres: vértex negro con una mancha amarilla redondeada, collar torácico amarillo no interrumpido por una raya negra, y franjas antehumerales y postdorsales conectadas.
Las larvas de esta especie se distinguen de las de sus congéneres por presentar el lóbulo medio del prementum ondulado y los palpos labiales acabados en punta.

## Biología
Las larvas se desarrollan en el agua durante al menos dos años, viven enterradas en el sustrato alimentándose de otros invertebrados acuáticos. Tras completar su desarrollo realizan una metamorfosis de tipo incompleto (hemimetábola) y los adultos emergen a partir de la segunda quincena de mayo. El periodo de vuelo dura hasta mediados de agosto.

## Estado de conservación
Onychogomphus cazuma vive en sitios relativamente bien conservados, pero con intensa influencia humana (captaciones de agua para uso doméstico, infraestructuras de regadío, uso recreativo,...). El pequeño tamaño de los hábitats apropiados para el desarrollo larvario incrementa el riesgo de extinciones locales, y la recolonización a partir de poblaciones cercanas está limitada por las distancias geográficas entre las distintas áreas de presencia.
Únicamente con un criterio de distribución, se ha clasificado como vulnerable a nivel global en la Lista Roja de la UICN. 

## Galería de imágenes
|                                                     |
| Macho de Onychogomphus cazuma (Villatoya, Albacete) |

|                                                               |
| Genitalia del macho de O. cazuma (Cortes de Pallás, Valencia) |

|                                                    |
| Larva de Onychogomphus cazuma (Titaguas, Valencia) |